# Helictotrichon tibeticum
Helictotrichon tibeticum là một loài thực vật có hoa trong họ Hòa thảo. Loài này được (Roshev.) Keng f. mô tả khoa học đầu tiên năm 1957.